# Al-Haq
Al-Haq (arabiska: الحق, ("Sanningen" eller "Det rätta") är en palestinsk ideell människorättsorganisation, som är baserad i Ramallah i Palestina. Den grundades 1979. Al-Haq följer och dokumenterar överträdelser av respekt för mänskliga rättigheter, vilka begås av aktörer i Israel–Palestina-konflikten och publicerar rapporter om vad den får fram. 
Al-Haq är en av organisationerna på  ECOSOCs "Lista över rådgivande organisationer till Förenta Nationernas ekonomiska och sociala råd sedan 2000.
Al-Haq har varit anknuten till den Genève-baserade International Commission of Jurists och är medlem i International Federation for Human Rights, "Habitat International Coalition" och "World Organisation Against Torture". Den ingår också i "EuroMed Rights" verkställande kommitté och i ledningsgruppen för "Palestinian NGOs Network".
Al-Haq grundades 1979 av en grupp palestinska jurister. Al-Haq hävdar att den var den första människorättsorganisationen som bildades i Arabländerna. 
Under de första åren begränsade sig Al-Haq i stort till att analysera Israels juridiska ställning som ockupationsmakt på Västbanken, inklusive Östra Jerusalem, och Gazaremsan, samt av de strukturer byggdes upp av regeringsmyndigheterna i de ockuperade områdena. Omkring 1986 började Al-Haq ta sig an människorättsfrågor inom specifika områden som frågor som berörde kvinnor eller arbetsrättsliga frågor.
År 2022 stämplades AL-Haq och fem andra palestinska ideella organisationer som terroristorganisationer av Israel.
I juli 2022, lade nio länder i EU (Belgien, Danmark, Frankrike, Tyskland, Irland, Italien, Nederländerna, Spanien och Sverige) fram ett gemensamt uttalande om att de avsåg att fortsätta arbeta med de sex palestinska organisationer som Israel förbjudit.